# 阿爾維諾學院
阿爾維諾學院（Alverno College）是位於美國威斯康星州密爾沃基的一所羅馬天主教私立文理學院、女子學院，成立於1887年。成立時稱為圣約瑟夫師範學校（St. Joseph's Normal School），1936年稱為阿爾維諾教師學院（Alverno Teachers College），1946年改現名。2015年《美國新聞與世界報道》在“中西部地區大學”排名中將其列在第69位。